# Sagittalata delamarei
Sagittalata delamarei is een insect uit de familie van de Mantispidae, die tot de orde netvleugeligen (Neuroptera) behoort. 
Sagittalata delamarei is voor het eerst wetenschappelijk beschreven door Poivre in 1982.